# الدقائق (بني العوام)

تعديل مصدري - تعديل

الدقائق هي إحدى قرى عزلة ردمان بمديرية بني العوام التابعة لمحافظة حجة، بلغ تعداد سكانها 413 نسمة حسب تعداد اليمن لعام 2004.